# Тюдель (Жер)
Тюде́ль (фр. Tudelle) — коммуна во Франции, находится в регионе Юг — Пиренеи. Департамент — Жер. Входит в состав кантона Вик-Фезансак. Округ коммуны — Ош.
Код INSEE коммуны — 32456.

## География

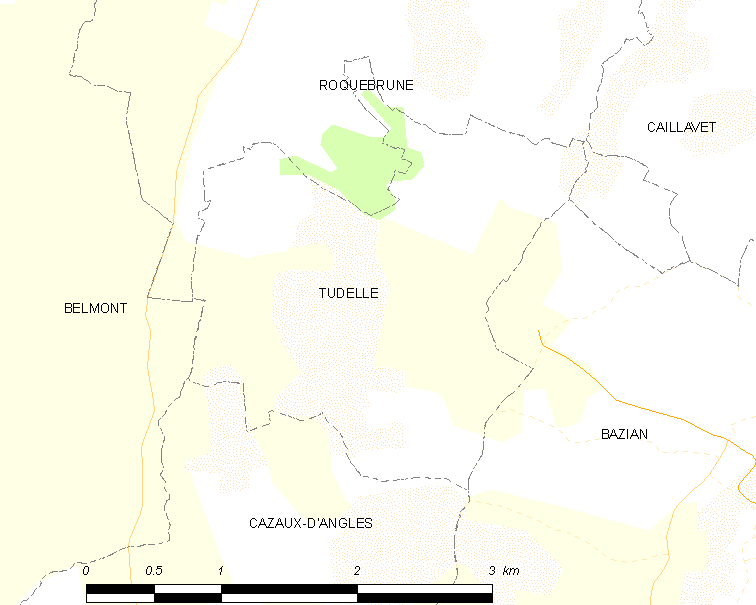
Карта коммуны

Коммуна расположена приблизительно в 600 км к югу от Парижа, в 95 км западнее Тулузы, в 25 км к западу от Оша.
На западе коммуны протекает река Гиру.

## Климат
Климат умеренно-океанический. Лето жаркое и немного дождливое, температура часто превышает 35 °С. Зимой часто бывает отрицательная температура и ночные заморозки. Годовое количество осадков — 700—900 мм.

## Население
Население коммуны на 2010 год составляло 62 человека.
| 1962 | 1968 | 1975 | 1982 | 1990 | 1999 | 2010 |
| ---- | ---- | ---- | ---- | ---- | ---- | ---- |
| 69   | 55   | 57   | 55   | 52   | 63   | 62   |

## Администрация
| Период | Период | Фамилия       | Партия | Примечания |
| ------ | ------ | ------------- | ------ | ---------- |
| 2001   | 2008   | Пьер Муре     |        |            |
| 2008   | 2014   | Ролан Дюпюи   |        |            |
| 2014   | 2020   | Даниэль Перес |        |            |

## Экономика
В 2010 году среди 46 человек трудоспособного возраста (15-64 лет) 30 были экономически активными, 16 — неактивными (показатель активности — 65,2 %, в 1999 году было 74,4 %). Из 30 активных жителей работали 27 человек (16 мужчин и 11 женщин), безработных было 3 (1 мужчина и 2 женщины). Среди 16 неактивных 4 человека были учениками или студентами, 9 — пенсионерами, 3 были неактивными по другим причинам.